# 서양 현대의 교육
본 문서는 서양 현대의 교육에 관한 내용이다.

## 개요
서양의 대륙들은 다양하고 복잡한 사회조직을 가진 국가들로 구성된 곳이다. 인종의 종류가 많고 문화의 특색 또한 다양하기 때문에 교육적 현상과 문제점 역시 복잡하고 다양하다. 과학·기술·문명을 먼저 발전시키고 사회·경제 발전에 공헌을 한 것도 서양 문화이다. 이러한 서양문화는 현대에 들어와 수많은 문제점이 각 국가별로 나타나고 있으며, 이에 교육을 통해서 자국의 문제점을 해결하려 하고 있다. 민족의 자립과 단결, 국가의 발전을 유럽 나라들의 새로운 문제로 내걸고 교육에서 감당해야 할 역할을 제안하고 있다. 유럽에서 요구하고 또한 해결하려고 하는 교육의 문제점은 교육의 기회균등을 위한 교육경영과 이를 위한 국가적인 정책 설정을 시도하고 있는 것이다.

## 교육 목표
각국에서 교육목표로 내걸고 있는 것은 다음과 같다.
첫째, 개인의 계발과 일생을 위한 준비작업으로서의 기능을 수행해야 할 것을 주장하고 있다.
둘째, 국가·경제 발전을 위한 인력양성에 주력해야 한다.
셋째, 미래의 풍요사회에 적합한 인간교육을 해야 한다.
넷째, 사회변화에 교육이 앞장서야 한다는 등의 현실성을 각국에서 교육목표로 내걸고 있다.
그 구체적인 내용을 열거하면 다음과 같다.
1. 교육은 교육적 자재를 활용하여 생산성을 높여야 한다. 교육에선 인간의 내적인 가능성이 큰 비중을 차지하고 있기 때문에 이것을 계발하여 활용할 것.
2. 학교 조직을 개선하여 사회에서 요구하는 대량적인 인력의 수급에 대비하고 인재양성에 충분한 배려를 할 것.
3. 교육의 현대화를 위해서 가장 중요시되는 교사교육에 힘쓸 것.
4. 또한 교육의 현대화를 위해서 교육공학이 요구되고 있다.
이것을 통해서 교육발전에 기여할 수 있는 점은
첫째, 교육적 기회균등의 폭을 넓힐 수 있고,
둘째, 교사의 부담을 줄이고,
셋째, 학교 외에서도 학생을 가르칠 수 있고,
넷째, 성인교육에 도움을 줄 수 있다는 것 등이다.
5. 현대교육에서는 형식교육과 더불어 비형식적 교육에 관심을 갖고 연구해야 한다. 생애교육을 목표로 삼고 사회교육을 광범위하게 적용할 것,
6. 교육활동을 강화시키기 위해서 대학교육을 통해서 국제협조를 꾀하려 하는 것 등이다.

## 교육 현상
서양교육현상을 각 대륙의 예를 들어 설명하면 다음과 같다.
유럽은 교육문화의 풍부한 자료와 다양성을 가진 대륙이다. 유럽문화권에 속한 각국에서는 지식발전과 인간복지의 증진을 위해서 노력하고 있다. 유럽은 다른 대양과 대륙을 서로 연결시키면서 일찍이 교육활동의 근대적 혁명을 시작했다. 대학을 설치하여 연구와 교수의 중심이 되었고, 중등문법학교·일반초등학교 및 유치원 등의 현대적인 학교를 가장 먼저 세운 곳이다.  유럽인의 사회구조상 농업인보다 공업인이, 공업인보다는 서비스업에 종사하는 인구가 많기 때문에 서비스사회라 할 수 있다. 그러므로 개인은 지적 훈련을 받을 것을 사회에서 요구당하고 있다. 고등교육을 받은 사람을 많이 양성하지 못하고 있는 사회에선 더욱 그러하다.  유럽교육에서 또한 요구되고 있는 것은 교육의 새로운 형태를 탐색하는 것이다. 좀 더 구체적으로 예를 들면 교육의 행정조직·행정기능·교육조직 및 교육기능에 대한 새로운 형태의 탐색이다. 유럽 각국의 대학들은 전통적인 연구와 교수의 사명에서 이탈하여 점차 사회와 밀접한 관계를 가지면서 사회 속의 대학으로 변화되어 가고 있다. 오늘날의 대학은 사회·국가 발전의 중심, 인간생활의 원천이 되는 사회봉사라는 중요한 기능을 담당하는 경향이 뚜렷하다.
이와 같은 의미에서 종래에는 독일이 전통적으로 교육학의 본령과 같은 위치에 있었으나, 사변적인 입장에서가 아니라 과학적인 접근을 통한 교육의 연구가 진척되면서 미국이 세계 교육학계의 주도적인 역할을 맡게 되었다.
미국은 지난 세기 동안 많은 노력을 기울여 교육적 업적을 쌓았다. 미국은 국가수입의 20% 이상이라는 막대한 액수를 교육에 투자하고 있다. 그러한 투자 결과, 미국은 교육을 통하여
① 개인적 희망수준을 만족시켰고,
② 종교적 이념을 실현시켰으며,
③ 국민으로서의 정치참여 기회 확대,
④ 경제성장 등 각종 국가발전 영역에 공헌하였다.
아프리카의 신생국들은 빈부의 차가 심한 상태에 있기 때문에 다른 대륙에서의 저개발국을 위한 협조가 요청되고 있다. 새로이 발전하고 있는 아프리카 각국의 교육문제는 위기에 직면하고 있으며, 현재 각국의 교육제도는 고도로 발전된 유럽의 교육제도를 이어받아 왔기 때문에 자국의 발전에 도움을 주지 못하고 있다. 아프리카의 여러 나라는 자연적·인적 요소에 의해 경제성장이 크게 저지되고 있다. 따라서 경제적 투자는 더욱 어려워지고 있다. 아프리카의 교육발전을 위한 선진국의 교육공학적 지원이나 혁신적인 방법론의 제공 역시 미약하다. 그러므로 아프리카 각국의 교사와 행정가들에겐 과중한 업무 부담이 따르고 있으며, 그에 대한 처우 개선이 해결되지 못하고 있다. 아프리카의 교육비 상승은 경제성장의 어려움 때문에 많은 문제점을 안고 있으며, 전문가들은 빈약한 교육자본의 합리적인 사용을 통해서만이 근본적인 교육체계가 이루어질 수 있다고 주장하고 있다.

## 지역별 교육
- 미국
  - 미국의 교육
- 서유럽
  - 영국의 교육
  - 프랑스의 교육
  - 독일의 교육
  - 이탈리아의 교육
  - 스페인의 교육
- 동유럽
  - 러시아의 교육
  - 체코의 교육
  - 유고슬라비아의 교육
  - 루마니아의 교육

## 같이 보기
- 교육의 역사
  - 서양 고대의 교육
  - 서양 중세의 교육
  - 서양 근대의 교육

- 교육 사상
  - 서양 현대의 교육사상
  - 동양 현대의 교육사상

## 참고 문헌
- 이 문서에는 다음커뮤니케이션(현 카카오)에서 GFDL 또는 CC-SA 라이선스로 배포한 글로벌 세계대백과사전의 徐明源씨가 쓴  "서양 현대의 교육〔槪說〕" 항목을 기초로 작성된 글이 포함되어 있습니다.